# Darling in the Franxx
Darling in the Franxx (яп. ダーリン・イン・ザ・フランキス Да:рин ин дза фуранкису, досл. «Милый во Франксе») — оригинальный аниме-сериал, транслировавшийся на различных телеканалах Японии в период с 13 января по 7 июля 2018 года. Производством сериала занималась студия CloverWorks, выделившаяся в ходе работы над ним из состава материнской A-1 Pictures, совместно с Trigger, которая анонсировала его на Anime Expo в июле 2017 года.
14 января в журнале Shonen Jump+ была начата публикация манга-адаптации от иллюстратора Кэнтаро Ябуки. В этом же журнале в период трансляции сериала осуществлялась публикация комедийной ёнкомы от мангаки mato.

## Сюжет
Действие сериала разворачивается в недалёком будущем. В начале XXI века некая организация APE представила революционную технологию использования магматической энергии Земли. Это дало APE огромное влияние на международную экономику и политику и ускорило развитие человеческой цивилизации. Однако вследствие интенсивной добычи магмы началось стремительное опустынивание планеты, что привело человечество к изобретению «плантаций» — закрытых мобильных платформ, имеющих собственные экосистемы — в которые было переведено всё население.
В 2037 году вблизи буровых платформ магмы стали фиксироваться таинственные гигантские биомеханические формы жизни — рёвозавры (яп. 叫竜 Кёрю, букв. «кричащие драконы»), начавшие атаковать людей. Для защиты от них на основе убитых рёвозавров были созданы роботы, названные Франксами, в честь своего создателя — учёного Вернера Франкса. До этого Франксом была представлена и повсеместно внедрена генетическая технология бессмертия на основе магматической энергии, которая достигалась путём полной потери репродуктивных функций у человека. Однако в результате экспериментов над новым типом роботов было выяснено, что наиболее эффективное управление аппаратом достигается при совместных действиях двух половозрелых фертильных особей мужского и женского рода — «тычинок» и «пестиков». Под руководством Франкса начали выращивать генетически модифицированных пилотов, получивших название «паразитов», а в плантации были встроены изолированные зоны — «Омелы», имитировавшие мир до начала использования магматической энергии.
Главный герой сериала — пилот под кодом 016, придумавший себе имя Хиро, — ранее считался вундеркиндом, однако провалил квалификационные тесты на ранг «паразита» из-за неспособности к пилотированию и впал в депрессию. Во время торжественной церемонии присвоения статуса пилота его друзьям на колонию, в которой они проживают, происходит нападение рёвозавра, а сам Хиро соглашается сесть во Франкс к обладающей репутацией убийцы собственных «тычинок» девушке-пилоту элитного отряда APE под кодом 002.
По ходу развития сериала Хиро оказывается единственным из всех прочих партнёров Кода 002, сумевшим пережить более трёх вылетов с ней в одной машине, и между ними завязываются романтические отношения. Позже выясняется, что сама Код 002 является генетически модифицированным представителем рёвозавров и постепенно превращает Хиро в представителя своего вида, а также что они и Хиро были знакомы ещё с раннего детства, воспоминания о котором были намеренно стёрты надзирателями. Группа Хиро добивается больших успехов в борьбе с рёвозаврами и готовится к финальному штурму цитадели их королевы, которая ранее стала генетическим материалом для Кода 002. В ходе решающей битвы рёвозавры подвергаются атаке инопланетян, стремящихся уничтожить население Земли. «Паразиты», разобравшись в ситуации, оказывают помощь рёвозаврам и отвергают власть APE, после чего дают начало новому человечеству, полностью отказавшемуся от магматической энергии. Хиро и Код 002, напротив, отправляются на машине рёвозавров в космос, где уничтожают родную планету инопланетян ценой собственной жизни.

## Персонажи
Хиро (яп. ヒロ) / Код 016 (яп. コード:016 Ко:до дзю:року) — главный герой, тычинка Франкса «Стрелиция». В детстве присвоил имена всем будущим паразитам своей плантации.
Сэйю: Юто Уэмура
Код 002 (яп. コード:02 Ко:до дзэро ни) / Ноль Два (яп. ゼロツー Дзэро Цу:) / Йота — главная героиня, загадочная девушка с красными рожками, пестик Франкса «Стрелиция». С момента первой встречи называет Хиро «милым» (англ. Darling). По мере продвижения сюжета выясняется, что Код 002 — клон принцессы рёвозавров, созданная доктором Франксом.
Сэйю: Харука Томацу
Горо (яп. ゴロー Горо:) / Код 056 (яп. コード:56 Ко:до годзю:року) — тычинка Франкса «Дельфиниум». Ближайший друг Хиро и Итиго. Влюблён в Итиго, и в итоге стал отцом её ребёнка.
Сэйю: Юитиро Умэхара, Дайки Хамано (серии 23—24)
Итиго (яп. イチゴ) / Код 015 (яп. コード:15 Ко:до дзю:го) — старшая отряда паразитов своей плантации, пестик Франкса «Дельфиниум». Безответно влюблена в Хиро.
Сэйю: Кана Итиносэ
Дзоромэ (яп. ゾロメ) / Код 666 (яп. コード:666 Ко:до роппякурокудзю:року) — тычинка Франкса «Аргентия». Отличался глубокой верой в APE, от которых ждал помощи.
Сэйю: Муцуми Тамура
Мику (яп. ミク) / Код 390 (яп. コード:390 Ко:до самбякукю:дзю:) / — пестик Франкса «Аргентия». Отличается жизнерадостностью, регулярно вступала в споры с Дзоромэ, впоследствии стала его женой.
Сэйю: Нанами Ямасита
Футоси (яп. フトシ) / Код 214 (яп. コード:214 Ко:до нихякудзю:ён) — тычинка Франксов «Гениста» и «Хлорофитум». Влюблён в Кокоро, которая отказалась пилотировать с ним ради Мицуру. По окончании сюжетной линии стал булочником.
Сэйю: Хироки Гото
Мицуру (яп. ミツル) / Код 326 (яп. コード:326 Ко:до самбякунидзю:року) — тычинка Франксов «Гениста» и «Хлорофитум». Имел низкие показатели синхронизации в «Хлорофитуме», в чём был склонен винить Икуно. После замены в «Генисту» влюбился в Кокоро. С детства воспринимал Хиро примером для подражания и хотел стать паразитом, из-за чего прошёл курс генетической модификации.
Сэйю: Аой Итикава
Кокоро (яп. ココロ) / Код 556 (яп. コード:556 Ко:до гобякугодзю:року) — пестик Франкса «Гениста». В ходе прогулки по руинам одного из городов находит книгу о материнстве, из которой узнаёт о репродуктивных возможностях человека. Влюблена в Мицуру, сочеталась с ним браком по предложению Хиро и стала первым паразитом, родившим ребёнка.
Сэйю: Саори Хаями
Икуно (яп. イクノ) / Код 196 (яп. コード:196 Ко:до хякукю:дзю:року) — пестик Франкса «Хлорофитум». Влюблена в Итиго. Посвятила свою жизнь поиску технологий замены магматической энергии и замедлению ускоренного старения «паразитов», заложенного генетически.
Сэйю: Сидзука Исигами

## Медиа

### Манга
Манга-адаптация основного сюжета за авторством Code:000 от иллюстратора Кэнтаро Ябуки и ёнкома, созданная Мато, начали свою публикацию на Shōnen Jump + 14 января 2018 года. Основная серия манги, начиная с четвёртого тома, существенно отличается от оригинального аниме. По состоянию на 2 мая 2018 года в Японии было продано 400 000 копий манги.

### Аниме
Аниме-сериал режиссировал Ацуси Нисигори, сценарием и составом серий занимался Наотака Хаяси, дизайн персонажей создал Масаёси Танака, а за дизайн меха отвечал Сигэто Кояма. Также стало известно, что режиссёром анимации стал Хироюки Имаиси. Основную тему под названием «Kiss of Death» исполняют Мики Накасима и Хайд. По итогам 2018 года Сигэто Кояма получил приз от журнала Newtype в номинации «лучший меха-дизайн», Код 002 стала второй в рейтинге женских персонажей, уступив Кёке Идзуми из Bungo Stray Dogs, а само аниме получило второе место в номинации «лучший сериал», уступив The Idolm@ster SideM.

### Саундтрек
Музыкальное сопровождение для сериала сочинила Асами Татибана, альбом опубликован Aniplex. Первый диск, содержащий 21 трек, вложен в первый том дискового издания сериала, выпущенный 25 апреля 2018 года. Два следующих альбома были выпущены 25 июля и 29 августа того же года.
| №                   | Название                                                                               | Текст песни         | Performer(s)        | Длительность |
| ------------------- | -------------------------------------------------------------------------------------- | ------------------- | ------------------- | ------------ |
| 1.                  | «cÅGE»                                                                                 | cAnON.              | Анна Пингина        | 4:56         |
| 2.                  | «Vanquish»                                                                             | Benjamin, mpi       | Моник Деханэй       | 2:40         |
| 3.                  | «Odds and ends»                                                                        |                     |                     | 2:23         |
| 4.                  | «o-DOR»                                                                                |                     |                     | 1:48         |
| 5.                  | «Dino-S»                                                                               |                     |                     | 2:01         |
| 6.                  | «BEAST»                                                                                |                     |                     | 2:46         |
| 7.                  | «Counterattack»                                                                        |                     |                     | 3:03         |
| 8.                  | «Operation»                                                                            |                     |                     | 3:04         |
| 9.                  | «Reversal»                                                                             |                     |                     | 2:47         |
| 10.                 | «In the FRANXX»                                                                        |                     |                     | 2:09         |
| 11.                 | «Trente»                                                                               |                     |                     | 1:51         |
| 12.                 | «Distopia»                                                                             |                     |                     | 1:52         |
| 13.                 | «Godliness»                                                                            |                     |                     | 2:20         |
| 14.                 | «Aile»                                                                                 |                     |                     | 2:24         |
| 15.                 | «Clarity»                                                                              |                     |                     | 2:29         |
| 16.                 | «Nuance»                                                                               |                     |                     | 1:50         |
| 17.                 | «Miel»                                                                                 |                     |                     | 1:30         |
| 18.                 | «Dropping»                                                                             |                     |                     | 2:08         |
| 19.                 | «CODE:002»                                                                             |                     |                     | 2:36         |
| 20.                 | «VICTORIA»                                                                             |                     |                     | 3:06         |
| 21.                 | «Torikago (BGM-Rearrange)» (композитор - Кацухико Сугияма, аранжировка - Кота Ямамото) |                     |                     | 1:55         |
| Общая длительность: | Общая длительность:                                                                    | Общая длительность: | Общая длительность: | 51:38        |

| №                   | Название                | Текст песни         | Performer(s)        | Длительность |
| ------------------- | ----------------------- | ------------------- | ------------------- | ------------ |
| 1.                  | «FUSE»                  | Benjamin, mpi       | Клаудия Васкес      | 3:01         |
| 2.                  | «Battle Cry»            | Dj L-Spade          | Dj L-Spade          | 3:30         |
| 3.                  | «Your smile»            |                     |                     | 2:17         |
| 4.                  | «Abandoned Places»      |                     |                     | 1:41         |
| 5.                  | «The Seven Sages»       |                     |                     | 1:43         |
| 6.                  | «Klaxosaur»             |                     |                     | 2:23         |
| 7.                  | «Gutenberg»             |                     |                     | 2:23         |
| 8.                  | «Shady History»         |                     |                     | 2:37         |
| 9.                  | «ADuLt»                 |                     |                     | 1:35         |
| 10.                 | «One's Word»            |                     |                     | 1:52         |
| 11.                 | «Vita»                  |                     |                     | 1:53         |
| 12.                 | «CHiLDRen»              |                     |                     | 1:31         |
| 13.                 | «CODE:015»              |                     |                     | 2:52         |
| 14.                 | «Lilac»                 |                     |                     | 1:52         |
| 15.                 | «Red Hibiscus»          |                     |                     | 2:28         |
| 16.                 | «The Sands»             |                     |                     | 2:09         |
| 17.                 | «Boys×Girls»            |                     |                     | 1:44         |
| 18.                 | «VICTORIA -piano ver.-» |                     |                     | 3:10         |
| 19.                 | «Lilac -guitar ver.-»   |                     |                     | 1:51         |
| 20.                 | «Mistilteinn»           |                     |                     | 2:30         |
| 21.                 | «D#regards»             | cAnON.              | Анна Пингина        | 4:12         |
| Общая длительность: | Общая длительность:     | Общая длительность: | Общая длительность: | 48:34        |

| №                   | Название                                 | Performer(s)                   | Длительность |
| ------------------- | ---------------------------------------- | ------------------------------ | ------------ |
| 1.                  | «CODE:016»                               |                                | 2:29         |
| 2.                  | «RoCco»                                  |                                | 1:59         |
| 3.                  | «Lotus»                                  |                                | 1:59         |
| 4.                  | «CODE:001»                               |                                | 2:26         |
| 5.                  | «CoiL»                                   |                                | 3:16         |
| 6.                  | «DESPAIR»                                |                                | 2:25         |
| 7.                  | «InVaDeR»                                |                                | 2:44         |
| 8.                  | «GLADIOLUS»                              |                                | 3:52         |
| 9.                  | «JUSTICE»                                |                                | 2:20         |
| 10.                 | «Requiem»                                |                                | 2:55         |
| 11.                 | «Cherry blossoms»                        |                                | 2:23         |
| 12.                 | «HIRO and ZERO TWO»                      |                                | 3:41         |
| 13.                 | «cÅGE -piano ver.-»                      |                                | 1:57         |
| 14.                 | «JUSTICE -Epiano ver.-»                  |                                | 2:28         |
| 15.                 | «Pray for..»                             |                                | 5:49         |
| 16.                 | «cÅGE -SPS ver.-»                        |                                | 2:43         |
| 17.                 | «FUSE -instrumental-»                    |                                | 3:01         |
| 18.                 | «Battle Cry -instrumental-»              |                                | 3:30         |
| 19.                 | «Vanquish -instrumental-»                |                                | 2:40         |
| 20.                 | «D#regards -instrumental-»               |                                | 4:12         |
| 21.                 | «cÅGE -instrumental-»                    |                                | 4:55         |
| 22.                 | «Torikago (BGM-Rearrange) -guitar ver.-» | Кацухико Сугияма, Кота Ямамото | 2:56         |
| Общая длительность: | Общая длительность:                      | Общая длительность:            | 1:06:40      |

## Критика
Сериал получил сдержанные оценки критиков, заметивших копирование сюжетных ходов классических представителей жанра меха — сериалов «Евангелион», Gunbuster и «Гуррен-Лаганн». Критик портала Anime News Network Джеймс Беккет отмечал, что, несмотря на хороший потенциал первой половины, в конце просмотра сериала старался всеми силами выискать какие-то положительные качества у данного аниме, но был разочарован в сценарии картины и досматривал её, потеряв всякий интерес. Наиболее спорной, по мнению критика, оказалась сцена с признанием в любви Икуно, которая была плохо поставлена по поведению героев, содержит клише в отношении чувств квир-людей. В финале обзора критик заявил, что: 

Darling in the Franxx — плохое шоу, но не настолько, чтобы покрывать его позором, отвращением и язвительностью. Большинство спорных рассуждений Darling были выброшены в окно, как и остальные 80 % сюжета. Всё, что осталось к финалу, — это месиво растраченного потенциала, который был похоронен под шестью месяцами неверно направленного повествования и поверхностного исполнения. Этого недостаточно, чтобы вызвать ненависть, но достаточно, чтобы порадоваться, что мне больше не нужно тратить время на просмотр Darling in the Franxx.— Джеймс Беккет (Anime News Network)
Обозреватель The Fandom Post Кэйти Мини отметила, что сериал ей понравился, но финал мог бы быть лучше:

В целом, мне понравился этот сериал от начала и до конца. Я потеряла интерес, когда VIRM выдали себя, но я досмотрела до финала, чтобы закончить обзор. Мне понравились визуальный ряд, сеттинг и персонажи, но концовка могла бы быть другой. Мне кажется, что финал с возвращением человечества к тому же состоянию, что до противостояния с рёвозаврами и до бессмертия — немного странный ход. Герои могли бы построить лучшее общество, которое не постигла бы та же участь, потому что временами человечество бывает глупым. Я получила удовольствие при просмотре этого аниме и не думаю, что смогу найти что-то подобное в ближайшее время, даже учитывая, что шоу заимствует идеи у «Евангелион» и Gunbuster, оно также имеет и очень хорошие оригинальные идеи.— Кэйти Мини (The Fandom Post) 